# Круль, Кшиштоф
Кши́штоф Лу́каш Кру́ль (пол. Krzysztof Łukasz Król; 6 февраля 1987, Рыдултовы, Польша) — польский футболист, левый защитник.

## Карьера
Первым профессиональным клубом Крула стал «Дискоболия» из города Гродзиск-Велькопольски в 2006 году. В начале 2007 года Кшиштоф присоединился ко второй резервной команде клуба «Реал Мадрид» — «Реал Мадрид C», а затем провел короткое время в составе «Реал Мадрид Кастилья», но не сыграл за него. В июле 2008 года не сумев произвести впечатление в Испании вернулся в родную Польшу и подписал трехлетний контракт с «Ягеллонией» из города Белосток.
В январе 2010 года американский «Чикаго Файр» взял Кшиштофа в аренду на один год. Крул дебютировал в MLS 3 апреля 2010 года в матче против «Колорадо Рэпидз». 24 ноября 2010 года было объявлено, что «Чикаго Файр» расстаётся с Крулом.
В июле 2011 года он подписал двухлетний контракт с польским клубом «Подбескидзе». 20 февраля 2013 года стало известно, что в качестве свободного агента Кшиштоф Крул перешёл в тираспольский «Шериф». В июне этого же года футболист покинул Молдавию и подписал контракт с польским клубом «Пяст». 26 июня 2014 года подписал контракт с канадским клубом «Монреаль Импакт». В июне 2015 года в качестве свободного агента подписал контракт на два года с греческим «Каллони». В 2016 году в возрасте 29 лет завершил игровую карьеру.

## Личная жизнь
17 июня 2010 года Кшиштоф женился на модели Playboy Патриции Микула. 19 марта 2011 года, через девять месяцев после их свадьбы, Микула родила сына по имени Криштиану.

## Достижения
- Обладатель Кубка Польши (1): 2010
- Чемпион Молдавии (1): 2012/13